# Erik Gaeverberg
Erik Gaeverberg, född 16 februari 1750, död 6 mars 1823, var en svensk direktör.
Gaeverberg var direktör för Gefle Ylle- och linnefabrik 1782–1798 och övertog därefter Flors linneväveri i Hälsingland.
Han var amatörviolinist och invaldes som ledamot nummer 125 i Kungliga Musikaliska Akademien den 18 december 1790. Han var även medlem av Utile Dulci.